# Élections législatives de 1906 dans le Var
Les élections législatives de 1906 ont eu lieu les 6 mai  et 20 mai.

## Députés élus
|   | Circonscription | Député sortant  |  | Groupe parlementaire     | Député élu      |  | Groupe parlementaire |
| - | --------------- | --------------- |  | ------------------------ | --------------- |  | -------------------- |
| 1 | Brignoles       | Octave Vigne    |  | Socialiste parlementaire | Octave Vigne    |  | Socialiste unifiés   |
| 2 | Draguignan      | Maurice Allard  |  | Socialiste parlementaire | Maurice Allard  |  | Socialiste unifiés   |
| 3 | 1re de Toulon   | Prosper Ferrero |  | Socialiste parlementaire | Prosper Ferrero |  | Socialiste unifiés   |
| 4 | 2e de Toulon    | Louis Martin    |  | Gauche démocratique      | Louis Martin    |  | Gauche radicale      |

## Résultats à l'échelle du département
| Partis         | Partis                     | Premier tour | Premier tour | Deuxième tour | Deuxième tour | Sièges |
| Partis         | Partis                     | Voix         | %            | Voix          | %             | Sièges |
| -------------- | -------------------------- | ------------ | ------------ | ------------- | ------------- | ------ |
|                | Parti socialiste de France |              |              |               |               | 2      |
|                | Parti nationaliste         |              |              |               |               | 0      |
|                | Radicaux socialistes       |              |              |               |               | 1      |
|                | Parti socialiste français  |              |              |               |               | 1      |
|                | Socialistes                |              |              |               |               | 0      |
|                | Républicains socialistes   |              |              | 0             |               |        |
|                | Droite                     |              |              | 0             |               |        |
|                |                            |              |              |               |               |        |
| Inscrits       | Inscrits                   |              | 100,00       |               | 100,00        | 4      |
| Votants        |                            |              |              |               |               |        |
| Abstentions    |                            |              |              |               |               |        |
| Blancs et nuls |                            |              |              |               |               |        |
| Exprimés       |                            |              |              |               |               |        |

## Résultats par arrondissement

### Arrondissement de Brignoles
| Candidat       | Candidat        | Parti          | Premier tour | Premier tour |
| Candidat       | Candidat        | Parti          | Voix         | %            |
| -------------- | --------------- | -------------- | ------------ | ------------ |
|                | Octave Vigne    | SFIO           | 7 520        | 63,77        |
|                | Paul Comte      | FR             | 2 608        | 22,12        |
|                | Louis Spinelli  | PN             | 1 659        | 14,07        |
|                | Charles Malfray |                | 16           | 0,14         |
|                |                 |                |              |              |
| Inscrits       | Inscrits        | Inscrits       | 16 792       | 100,00       |
| Votants        | Votants         | Votants        | 11 973       | 71,30        |
| Abstention     | Abstention      | Abstention     | 4 819        | 28,70        |
| Blancs et nuls | Blancs et nuls  | Blancs et nuls | 181          | 1,51         |
| Exprimés       | Exprimés        | Exprimés       | 11 792       | 98,49        |

### Arrondissement de Draguignan
| Candidat       | Candidat       | Parti          | Premier tour | Premier tour |
| Candidat       | Candidat       | Parti          | Voix         | %            |
| -------------- | -------------- | -------------- | ------------ | ------------ |
|                | Maurice Allard | SFIO           | 10 097       | 70,21        |
|                | Adolphe Ravel  | PRRRS          | 4 218        | 29,33        |
|                | Myrtil Rivet   |                | 5            | 0,03         |
|                |                |                |              |              |
| Inscrits       | Inscrits       | Inscrits       | 24 377       | 100,00       |
| Votants        | Votants        | Votants        | 14 859       | 60,94        |
| Abstention     | Abstention     | Abstention     | 9 518        | 39,05        |
| Blancs et nuls | Blancs et nuls | Blancs et nuls | 478          | 3,22         |
| Exprimés       | Exprimés       | Exprimés       | 14 381       | 96,78        |

### Arrondissement de Toulon

#### 1ère circonscription
| Candidat       | Candidat           | Parti          | Premier tour | Premier tour |
| Candidat       | Candidat           | Parti          | Voix         | %            |
| -------------- | ------------------ | -------------- | ------------ | ------------ |
|                | Prosper Ferrero    | SFIO           | 6 609        | 50,70        |
|                | René Jossier       | FR             | 4 109        | 31,52        |
|                | Armand Janet       | Rad-soc        | 1 556        | 11,94        |
|                | Charles Laure      | Rad ind        | 523          | 4,01         |
|                | Paulin Estève      | Soc ind        | 129          | 0,99         |
|                | Don Marc Colombani | Soc ind        | 111          | 0,85         |
|                |                    |                |              |              |
| Inscrits       | Inscrits           | Inscrits       | 24 678       | 100,00       |
| Votants        | Votants            | Votants        | 13 147       | 53,27        |
| Abstention     | Abstention         | Abstention     | 11 531       | 46,73        |
| Blancs et nuls | Blancs et nuls     | Blancs et nuls | 110          | 0,84         |
| Exprimés       | Exprimés           | Exprimés       | 13 037       | 99,16        |

#### 2ème circonscription
| Candidat       | Candidat           | Parti          | Premier tour | Premier tour |
| Candidat       | Candidat           | Parti          | Voix         | %            |
| -------------- | ------------------ | -------------- | ------------ | ------------ |
|                | Louis Martin       | PRRRS          | 9 497        | 73,14        |
|                | Paul Lanoir        | FR             | 2 990        | 23,03        |
|                | Barthélemy Graille |                | 83           | 0,64         |
|                |                    |                |              |              |
| Inscrits       | Inscrits           | Inscrits       | 21 531       | 100,00       |
| Votants        | Votants            | Votants        | 12 985       | 60,31        |
| Abstention     | Abstention         | Abstention     | 8 546        | 39,69        |
| Blancs et nuls | Blancs et nuls     | Blancs et nuls | 301          | 2,32         |
| Exprimés       | Exprimés           | Exprimés       | 12 684       | 97,68        |